# Vuelo 1036 de Aeroflot
El vuelo 1036 de Aeroflot (en ruso: Рейс 1036 Аэрофлота Reys 1036 Aeroflota) fue un vuelo de pasajeros programado nacional soviético operado por Aeroflot que se estrelló durante el despegue del aeropuerto Internacional de Sochi el 1 de octubre de 1972. Las 109 personas a bordo del Ilyushin Il-18V fallecieron en el accidente. Es el segundo peor accidente con un Ilyushin Il-18 y fue el peor accidente con uno en ese momento.

## Aeronave
La aeronave involucrada en el accidente era un Ilyushin Il-18V con cuatro motores Ivchenko AI-20K, registrado CCCP-75507 a nombre de Aeroflot. La aeronave salió de la línea de montaje el 3 de agosto de 1963. En el momento del accidente, la aeronave tenía un total de 15 700 horas de vuelo y 7900 ciclos de presurización.

## Tripulación
Había ocho miembros de la tripulación a bordo del vuelo fatal. La tripulación de la cabina estaba formada por:
- Capitán VG Tikhonov, (В. Г. Тихонов)[4]
- Copiloto VA Slobodskaya (В. А. Слободская)
- Navegador AS Zmeevsky (А. С. Змеевский)
- Ingeniero de vuelo VV Meshchaninov (В. В. Мещанинов)
- Operador de radio BV Spelov (Б. В. Спелов)

## Accidente
El vuelo 1036 se estrelló durante la fase de ascenso inicial del despegue de la ruta Sochi-Moscú. En el vuelo iban 100 pasajeros adultos, un niño y ocho miembros de la tripulación. El psicólogo Vladimir Nebylitsyn y su esposa se encontraban entre los pasajeros del vuelo 1036. El clima del día del accidente era despejado, con visibilidad de más de 5 kilómetros, vientos suaves y una temperatura del aire de 17 °C (grados Celsius).
A las 19:21 hora local, la IL-18 partió del aeropuerto de Sochi con un rumbo de 240° (grados). A las 19:22 la tripulación de vuelo se puso en contacto con el control de tráfico aéreo para recibir más instrucciones. El controlador de tráfico aéreo ordenó al vuelo que hiciera un giro a la derecha con una subida de hasta 3000 m (metros) hasta Lazarevskoye; la tripulación del Ilyushin Il-18 confirmó haber escuchado las instrucciones. A una altitud de 150 a 250 m, los pilotos empezaron a realizar el viraje a la derecha cuando la aeronave viró inesperadamente a un viraje a la izquierda empinado con un fuerte descenso y luego se estrelló contra el Mar Negro.
A las 19:40 horas, el control de tráfico aéreo recibió un mensaje de buques de guerra en la zona de que se estrelló un avión, describiendo la ruta; los testigos informaron que la aeronave tomó un rumbo de 220° a unos 10,5 km (kilómetros) de la costa antes de desviarse y estrellarse. A las 23:52, a unos 5-6 km de la costa, se encontraron restos de la aeronave y fragmentos de cuerpos flotando en la superficie del mar. Las 109 personas a bordo del avión murieron.

## Investigación
Los investigadores propusieron varias hipótesis sobre la causa del accidente. No se encontraron rastros de explosivos en los escombros o en los restos humanos. También se sugirió una falla mecánica, pero no se pudo probar más allá de una duda razonable. La hipótesis más investigada fue la posibilidad de que los choques de aves dañasen la aeronave, específicamente aves migratorias. Debido a que la aeronave se estrelló en el Mar Negro, a una profundidad de 600 m (metros) y en el lodo, lo cual limitó la investigación, fue imposible determinar con certeza la causa o causas del accidente.